# Krokodilfarm

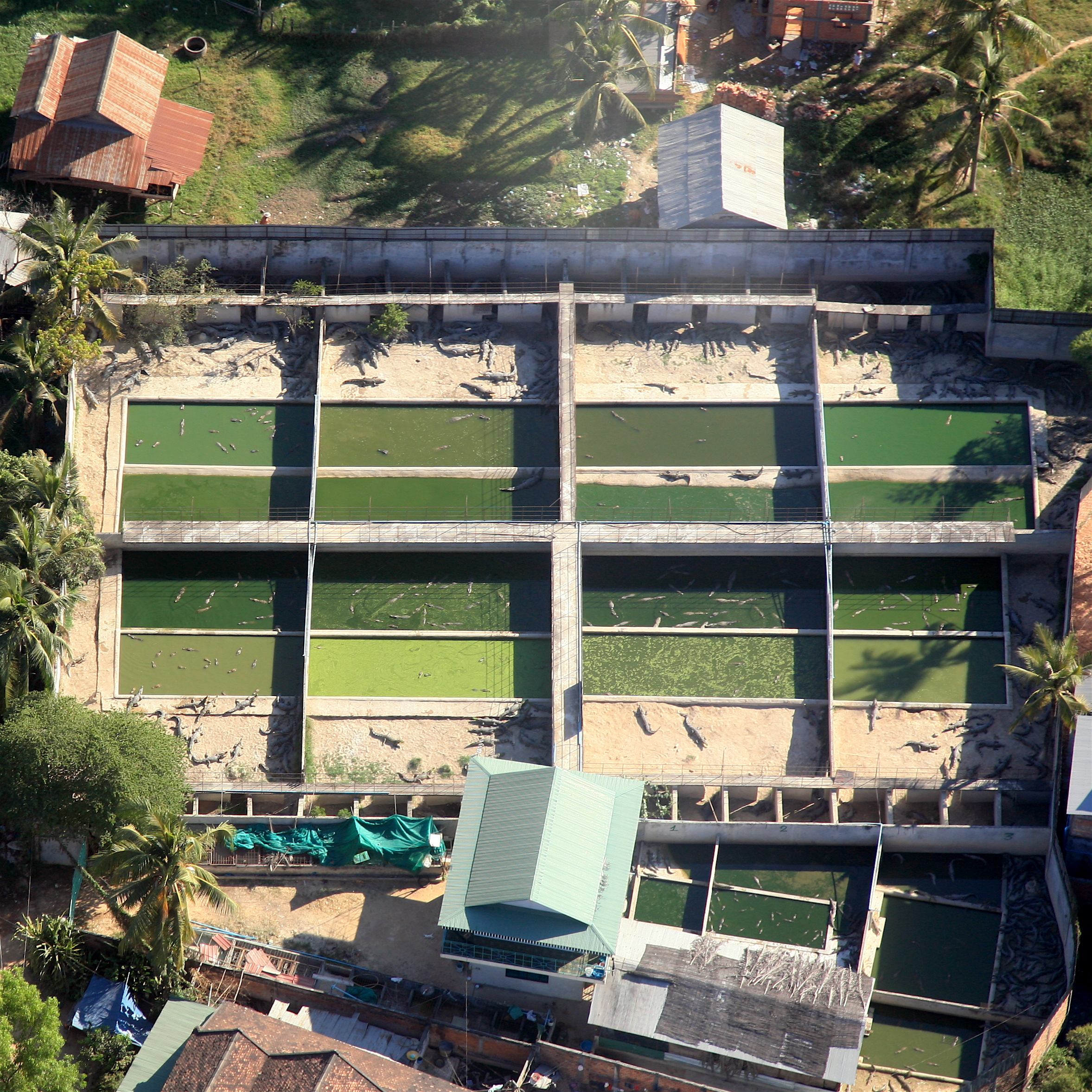
Krokodilfarm i Kambodja

Krokodilfarm är en anläggning som används för att föda upp krokodildjur i syfte att producera krokodilskinn, kött eller andra varor. Många arter av krokodildjur är farmade runt om i världen. De första krokodilfarmerna startades i början på 1890-talet men de var främst avsedda för att användas som turistattraktioner. Det var först under 1960-talet som de kom att bedrivas i kommersiell skala. I och med att de flesta krokodiler blev fridlysta under 60- och 70-talet var det nödvändigt att föda upp dem för att i första hand kunna producera krokodilskinn.